# Zvířata ve vesmíru

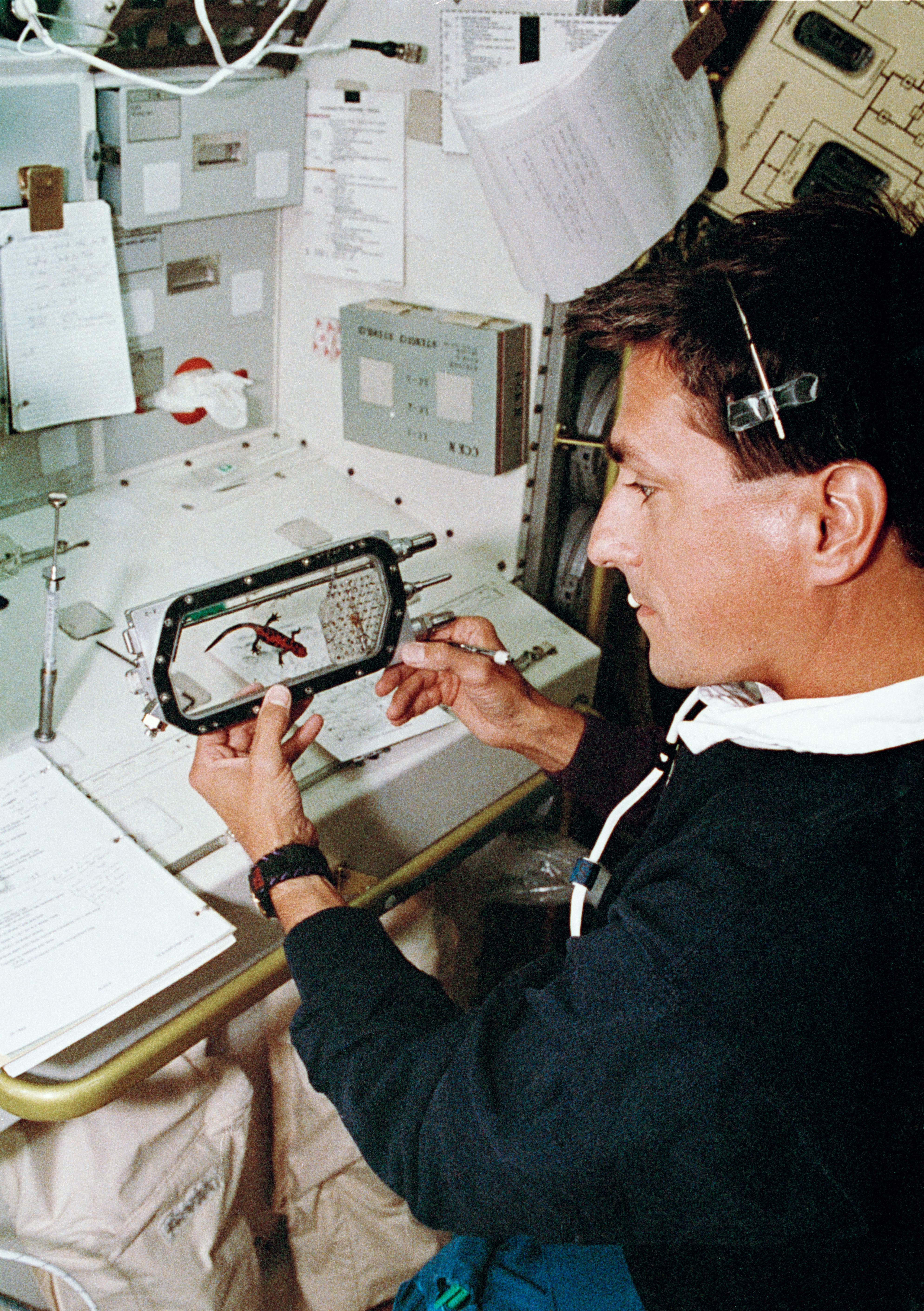
Mlok na palubě raketoplánu Columbia během mise STS-65

Toto je článek o živočiších vysílaných v kosmických lodích a raketách do vesmírného prostoru v rámci vědecko-technického výzkumu.
Před prvními lety člověka do vesmíru se používaly hlavně na základní výzkum možnosti přežití organismů v podmínkách kosmického letu, později se využívali na detailní výzkum různých biologických procesů ve specifickém prostředí mikrogravitace a na jiné cíle.
Přímo na oběžnou dráhu vyslali zvířata Sovětský svaz (Rusko), USA, Čína a Japonsko. Při suborbitálních letech nad 100 km (Kármánova hranice) Prokazatelně použili zvířata včetně těchto čtyř zemí ještě i Francie a Írán.

## Psi ve vesmíru

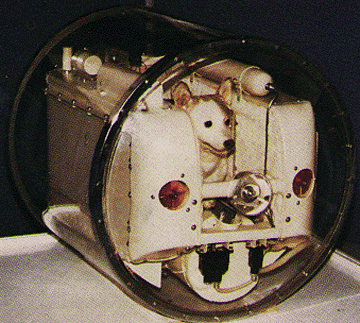
Model hermetické kabiny družice Sputnik 2 se psem Lajkou

Psi byli při kosmických letech v počátcích kosmonautiky v Sovětském svazu nejčastěji používanými zvířaty. V průběhu 50. letech uskutečnil Sovětský svaz celkem 29  suborbitálních letů (Kármánova hranice byla překročena při většině těchto letů), v rámci nichž vypustil 36 různých psů  (z nich celkem 15 při letech zahynulo), přičemž psi Dezik a Cigan se v roce 1951 stali prvními savci, kteří překročili výškovou hranici 100 km a vrátili se úspěšně na Zemi. Dezik se brzy vydal do vesmíru znovu. Opět neletěl sám, společnost mu dělala fenka Lisa. Let bohužel skončil havárií a oba psi zahynuli.
V roce 1954 se psi Lisa 2 a Ryžik 2 staly prvními zvířaty, které při letu otestovali kosmické skafandry v otevřeném vesmírném prostoru. Několik suborbitálních letů se psy uskutečnila v 60. letech i Čína.
Pes Lajka se v kosmické lodi Sputnik 2 stal v roce 1957 prvním živočichem na oběžné dráze, kde však zároveň i uhynul kvůli nemožnosti jeho návratu na Zemi. V rámci přípravy prvního letu člověka do vesmíru byly v letech 1960 – 1961 Sovětským svazem úspěšně vypuštěny na oběžnou dráhu 4 lodě typu Vostok s celkově šesti psy. Proběhly i další 2 starty, ty ale nebyly úspěšné a psi Lisicki a Racek při prvním z nich zahynuli. Při druhém však psi Zulka a Žemčužina nouzové přistání za extrémních podmínek po nevydařeném startu „jakoby zázrakem“ přežili. Ze čtyř úspěšně zahájených letů však jeden skončil tragicky, když psi Pčoľka a Muška zahynuli při nezdařeném přistání lodi Sputnik 6. Ještě předtím se však psi Belka a Strelka z mise Sputnik 5 v srpnu 1960 stali prvními organismy, které se z oběžné dráhy úspěšně vrátili na Zem. Kromě nich se z oběžné dráhy vrátili úspěšně ještě psi Černucha (Sputnik 9) a Zviozdočka (Sputnik 10).
Právě úspěšné lety Černuchy a Zviozdočky měly velký podíl na tom, že se stále více věřilo v možnost úspěšného letu i pro lidskou posádku. Zviozdočka svůj let absolvovala 25. března 1961, 12. dubna do vesmíru vzlétl Jurij Gagarin.
Další a dosud poslední potvrzený orbitální let se psy (Veterok a Ugoľok) se uskutečnil ještě v roce 1966 při misi Kosmos 110, přičemž při něm psi absolvovali nejdelší pobyt ve vesmíru (22 dní). Údajně se pes nacházel i na palubě čínské lodi Šen-čou 2 v r. 2001, tuto informaci však čínská oficiální místa nikdy nepotvrdily.

## Opice ve vesmíru

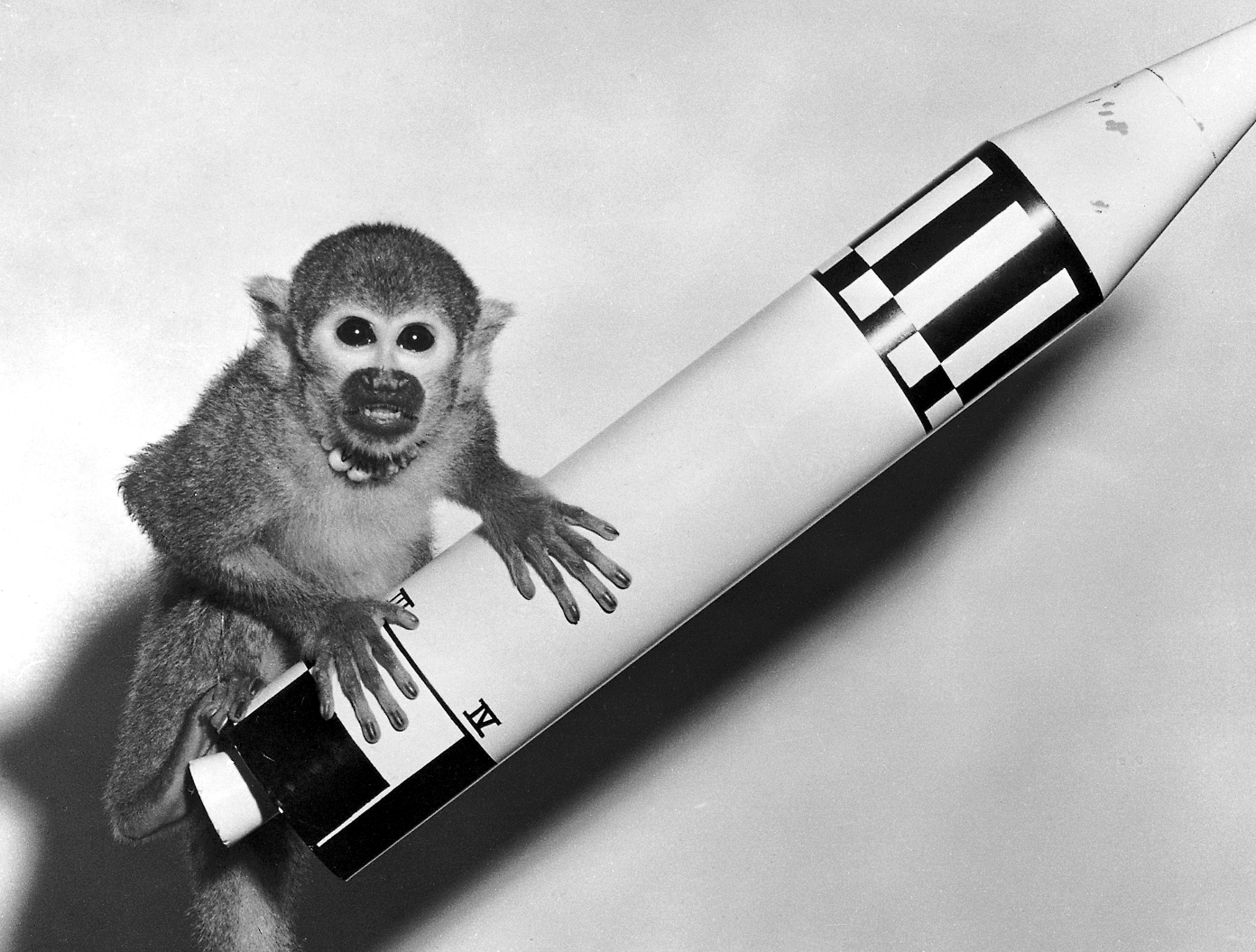
Opice Baker použitá při suborbitálním letu rakety Jupiter

Opice byly nejčastěji používanými zvířaty při kosmickém výzkumu ve Spojených státech. Šlo hlavně o druhy Makak rhesus, Malpa kapucínská a šimpanz. Od konce 40. do začátku 60. let použili USA při 14 suborbitálních letech 16 různých opic (pouze 6 letů překročilo kármánovu hranici, většina opic uhynula), přičemž opice Albert II se v r. 1949 stala prvním savcem, který se dostal nad výšku 100 km při návratu však zahynula. Prvními opicemi, které přežily let nad 100 km byly v roce 1959 Baker a Able. První hominid, který překročil výškovou hranici 100 km byl v lednu 1961 šimpanz Ham. V 60. letech uskutečnily několik suborbitálních letů s opicemi Francie a také Argentina (nedošlo však k překročení kármánovi hranice). V roce 2013 vypustil do výšky 120 km opici i Írán.
První opicí na oběžné dráze byl na lodi Mercury-Atlas 5 v r. 1961 šimpanz Enos. Američané vypustili opice na orbitu ještě v r. 1969 při misi BIOS 3 a v r. 1985 během mise raketoplánu Challenger (STS-51-B). V letech 1983 až 1996 vypustil na oběžnou dráhu v rámci šesti misi programu Bion celkem 12 opic i Sovětský svaz (resp. Rusko). Předpokládá se, že opice se nacházela i na palubě čínské lodi Šen-čou 2 v r. 2001, tato informace ale není dodnes potvrzena.

## Jiné
Kromě opic a psů bylo na orbitální dráhu při pilotovaných i nepilotovaných letech vypuštěných i desítky druhů menších živočichů, včetně myší, potkanů, želv, žab, mloků, ryb, šneků, či pavouků, jakož i různých druhů hmyzu, členovců a červů (nemluvě o velkém množství různých mikroorganismů). Výjimečně byly do vesmíru poslány i ptáci, přičemž první rozsáhlejší výzkum v této oblasti proběhl s křepelkami japonskými na stanici Mir v rámci slovenského experimentu při misi Štefánik během letu kosmonauta Ivana Bellu.
Za vůbec první živočichy vysláné nad hranici zemské atmosféry se považují vinné mušky (Drosophila melanogaster) vystřelené Američany 20. února 1947 při suborbitálním letu rakety V-2 do výšky 109 km.
Dvě želvy (spolu s několika dalšími druhy hmyzu) se staly v září 1968 na palubě sovětské lodi Zond 5 prvními živočichy, kteří obletěli Měsíc a vrátili se úspěšně na Zemi. Prvními živočichy (s výjimkou člověka) cíleně dopravenými na povrch Měsíce se stala vajíčka ovocných mušek, která přistála na palubě čínské sondy Chang-e 4 v roce 2019.
Ještě větší množství živočišných druhů bylo vypuštěno při suborbitálních letech, z těch výjimečnějších lze zmínit Francouzi připravený let kočky Felicetty z roku 1963 do výšky 150 km.